# 一枝黃
一枝黃（學名：Ericameria nauseosa）為矮小的圓形灌木，葉柔軟呈羽毛狀管狀黃色小花成簇開放，花萼上有軟毛，結乾燥蒴果。生長於多碎石的乾燥地區，如北美西部。

## 用途
美洲土著曾用其治病，吸入該植物燜燒的煙可治感冒，花與幼枝的浸製液可治療咳嗽、感冒和肺結核。花可提取黃色和桔黃色的染料。一戰期間土著部落從其莖節處割取口香糖膠，使當時美國政府考慮作為橡膠來源。

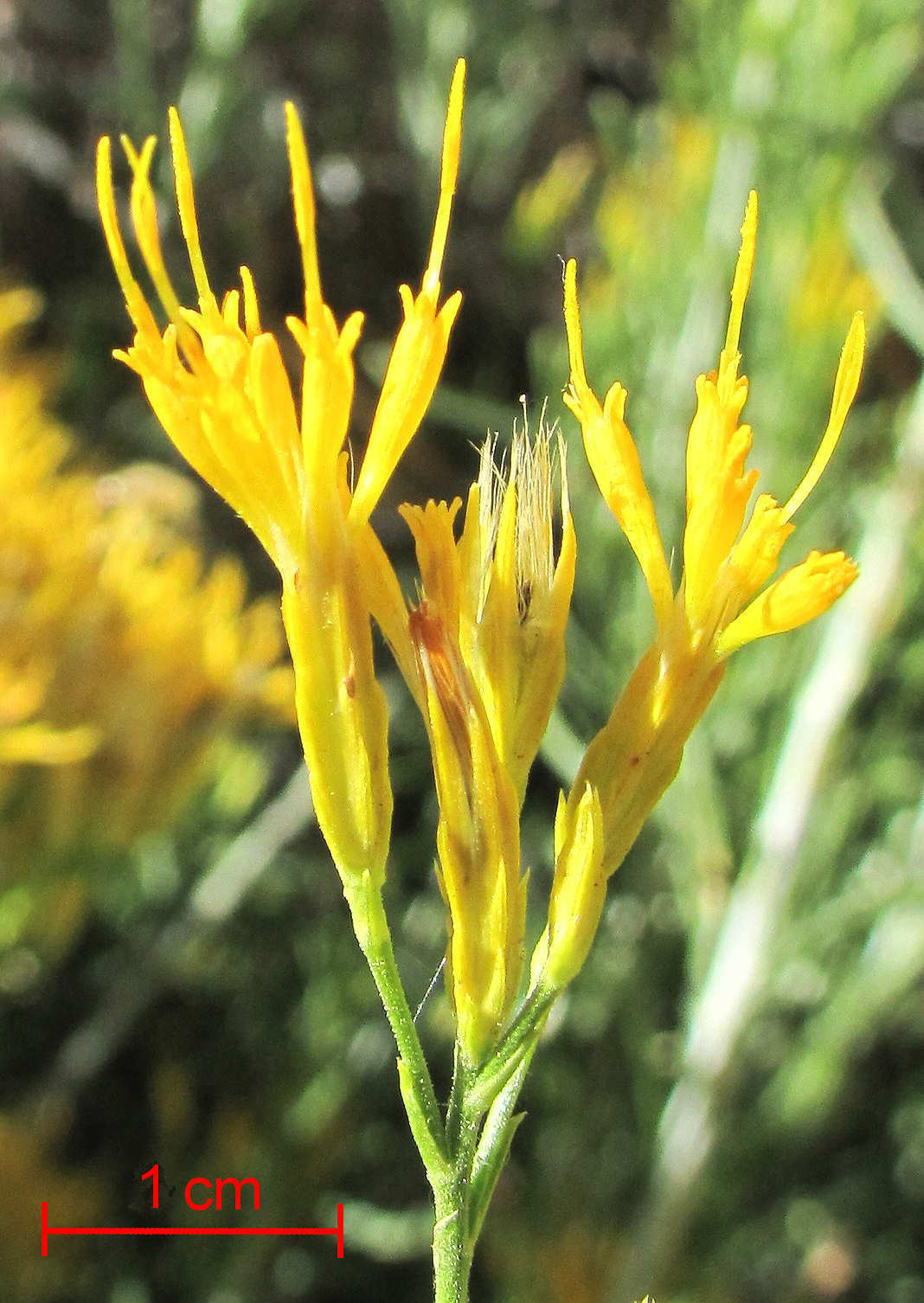
花頭，每支皆有五朵獨立的花。為了這張圖已摘去此花簇多數的花。

## 圖覽

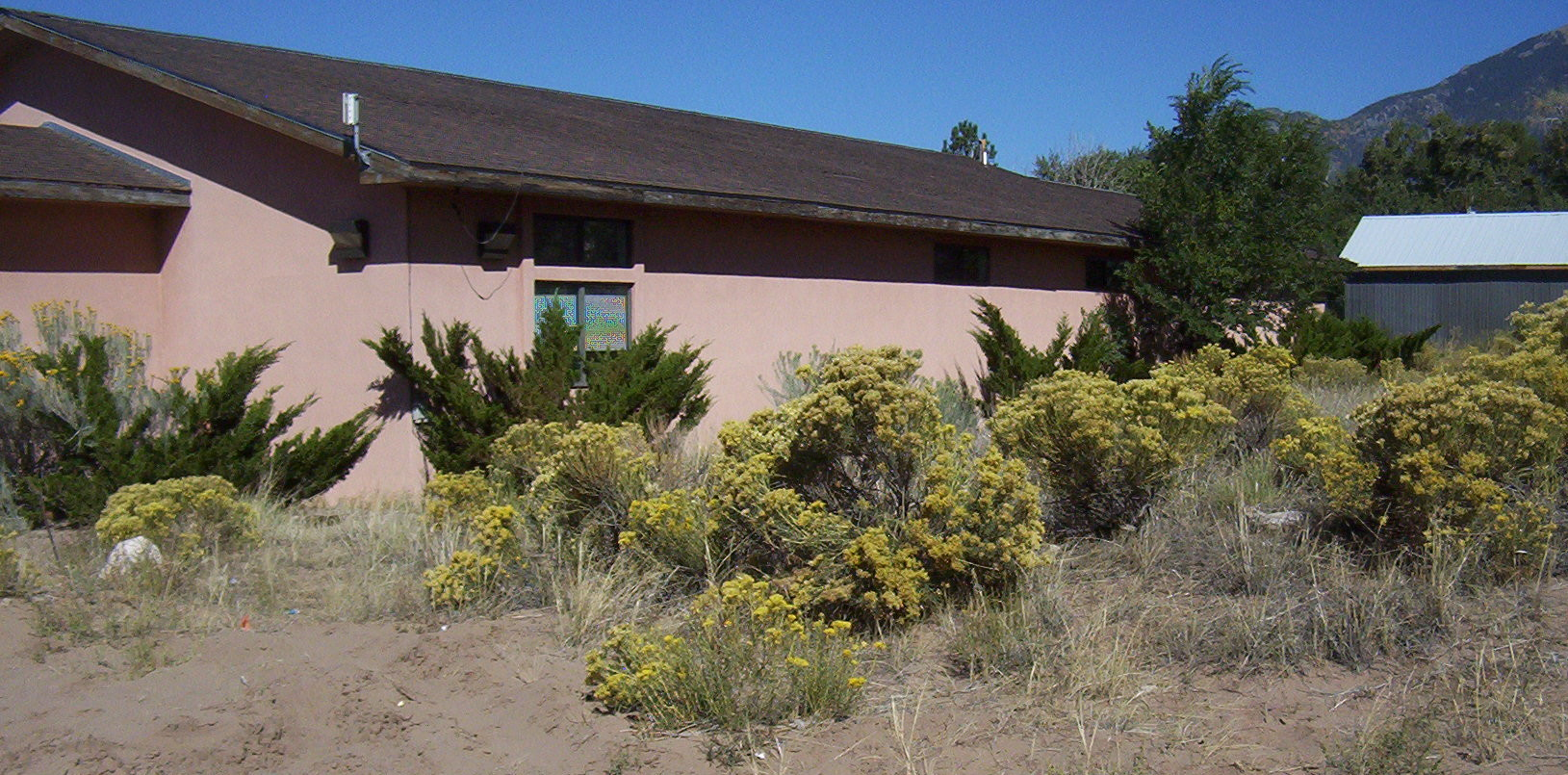
自然生長在克雷斯通一間郵局附近的一枝黃
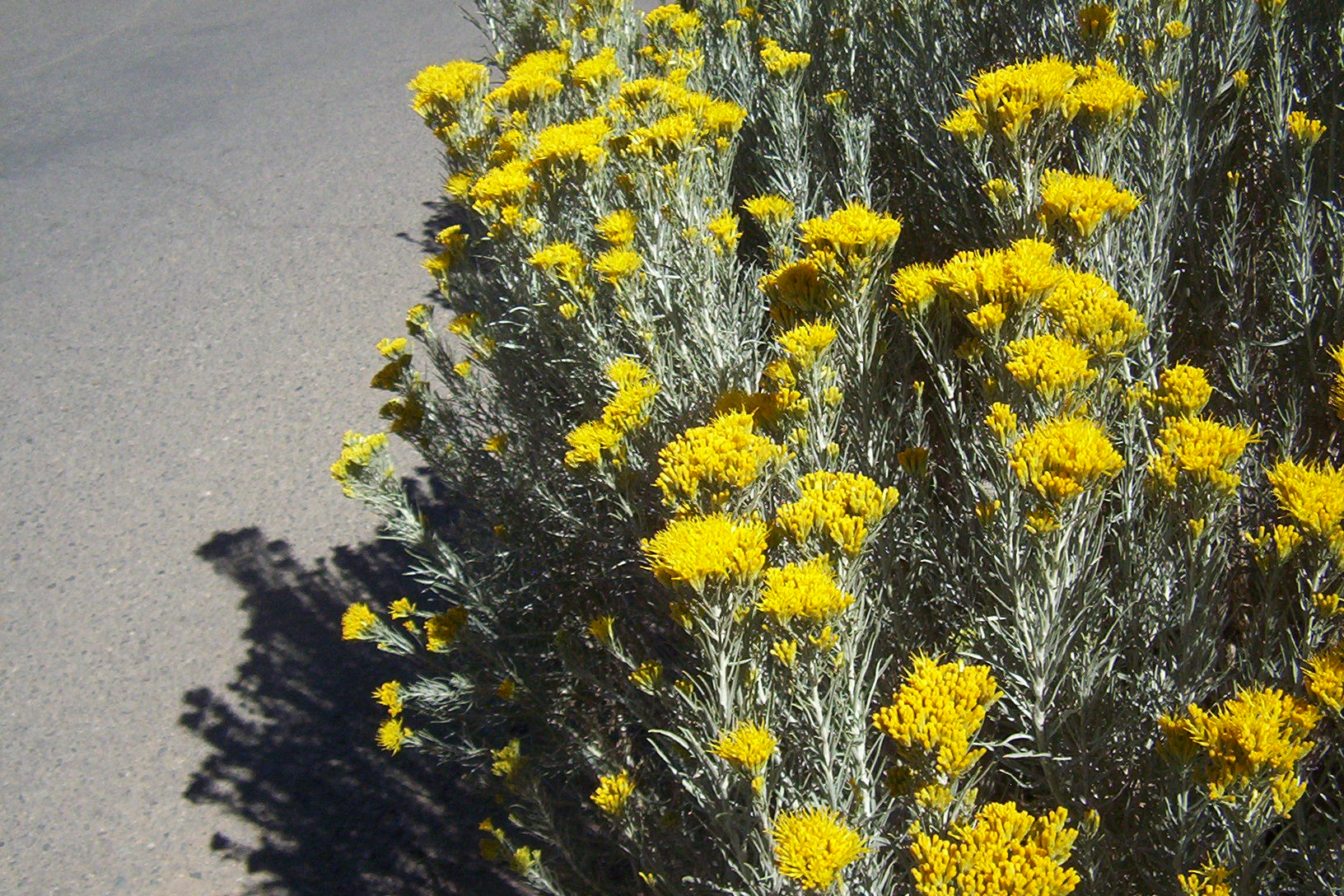
一枝黃的花，在克雷斯通郵局
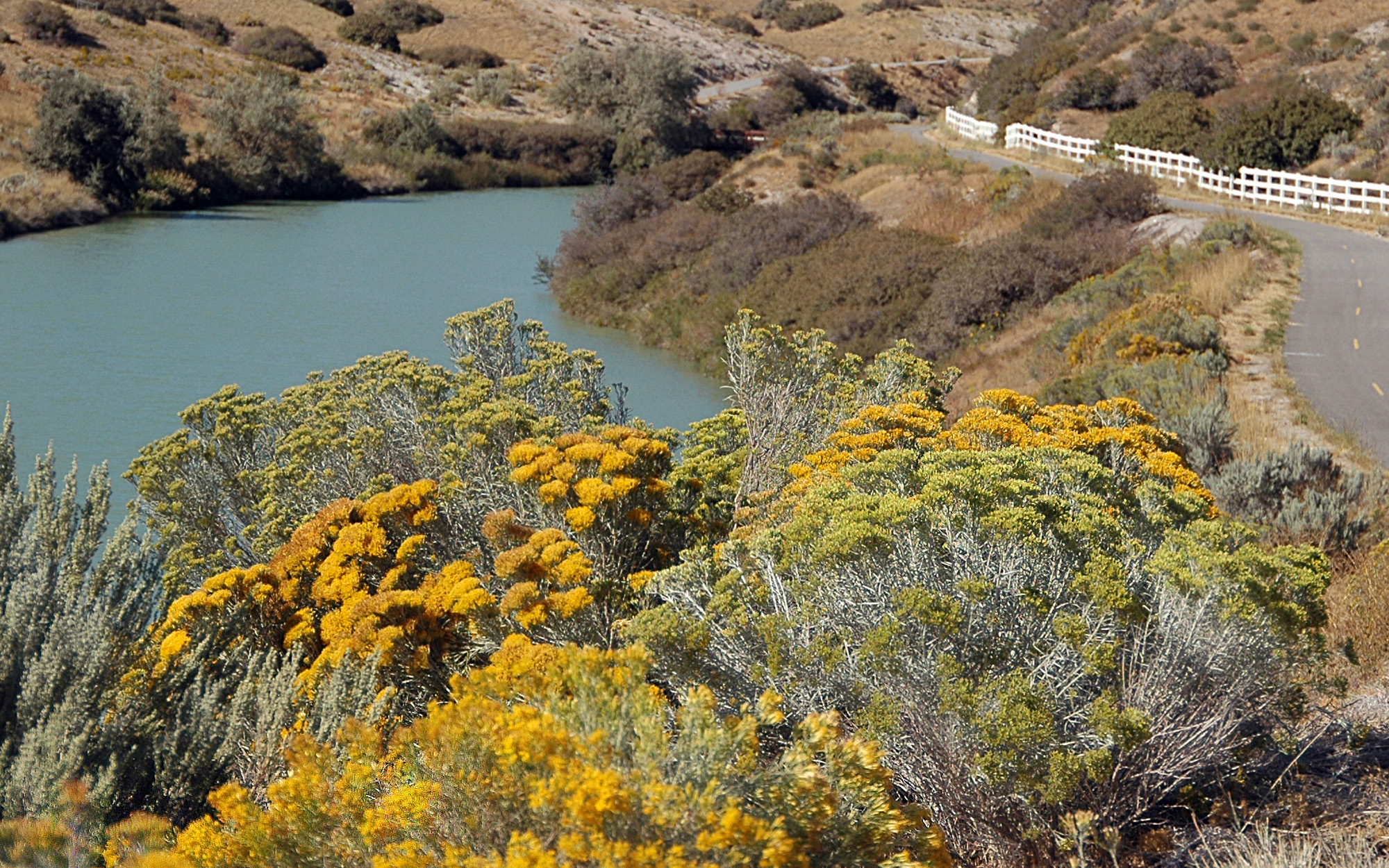
猶他州的一枝黃

## 書目
- 世界藥用植物圖鑑，Lesley Bremness著，貓頭鷹出版社 ISBN 978-986-7001-99-3